# José María Egas
José María Egas Miranda (n. Manta; 28 de noviembre de 1896 - f. Bahía de Caráquez; 16 de febrero de 1982) fue un poeta ecuatoriano. A lo largo de su carrera, Egas se consolidó como una figura prominente en la poesía ecuatoriana. Su obra abarca una variedad de temas, desde el amor y la pérdida hasta la búsqueda de lo trascendente. Su influencia perdura en la cultura ecuatoriana, con numerosos poemas musicalizados que enriquecen el patrimonio artístico del país.

## Trayectoria

### Inicios
José María Egas nació en Manta, Ecuador, el 28 de noviembre de 1897. A los seis años, se mudó a Guayaquil, donde comenzó su educación. Tuvo una infancia marcada por la temprana pérdida de su madre y el traslado a Guayaquil bajo el cuidado de sus tías. Desde joven, mostró un talento excepcional para la poesía, sorprendiendo a los jurados con su soneto "Patria" en un certamen escolar. Realizó sus estudios en una escuela ubicada en las céntricas calles 10 de Agosto y Boyacá de la ciudad de Guayaquil, en 1909 inicia sus estudios secundarios en el Colegio Vicente Rocafuerte.
Destacó en materias como la diplomacia, periodismo, literatura y sobre todo en poesía iniciando sus andanzas desde muy temprana edad, en 1913 ya escribió sus primeras obras para el diario “El Telégrafo Literario” y en 1915 escribió la obra “Marina” la cual lo lanzó a la fama literaria. Su carrera literaria floreció rápidamente, colaborando en revistas y diarios, y estableciendo amistades con otros poetas de la época. En 1916, fundó la revista "Renacimiento" para promover la poesía moderna en Ecuador.

### Primera etapa y el modernismo
A pesar de su éxito literario, Coronado también se dedicó a estudiar jurisprudencia y viajó a Quito, donde conoció a otros intelectuales y a su ídolo, Ernesto Noboa y Caamaño. Su poesía, como "Arias Íntimas", alcanzó gran popularidad y fue elogiada por su amigo Medardo Angel Silva, quien destacó su delicadeza y musicalidad. Egas frecuentaba reuniones nocturnas con otros jóvenes en la casa de Lautaro Aspiazu Carbo. Tras la impactante noticia del suicidio de Medardo Ángel Silva, Egas pronunció una emotiva oración fúnebre, describiendo la muerte de Silva como un acto teatral y premeditado, agravado por su adicción a la morfina. Este suceso marcó un punto de inflexión en la poesía ecuatoriana, atrayendo a nuevos lectores y revitalizando el panorama literario del país.
En octubre de 1919, Egas alcanzó la gloria al ganar los Juegos Florales con su poema "Plegaria Lírica". Su recitación en el teatro Olmedo fue recibida con tal entusiasmo que el público lo sacó en hombros, celebrando su talento y su capacidad para evocar emociones profundas. El poema, con su tono melancólico y su llamado a la belleza y la esperanza, resonó en una sociedad que buscaba consuelo y trascendencia. A partir de este triunfo, Egas fue aclamado como el heredero de la tradición poética de Silva, pero sin las barreras raciales que este último enfrentó. Fue invitado a numerosas fiestas y eventos literarios, donde continuó escribiendo poemas que fusionaban la espiritualidad de Amado Nervo con la métrica de Rubén Darío. Su "Plegaria Lírica" se difundió ampliamente, consolidando su reputación como uno de los poetas más destacados de su tiempo.
Egas, un poeta ecuatoriano profundamente religioso pero no místico. Su obra refleja la angustia de la época de posguerra, contrastando la miseria del proletariado con los excesos de la burguesía. Su estilo poético, aunque arraigado en la fe cristiana, también muestra un matiz pagano y sensual. Además de "Plegaria Lírica", Egas es conocido por su poema "Líndica", que se convirtió en un éxito popular en Ecuador. Este poema narra un encuentro con una gitana, explorando temas de amor, destino y la fusión de culturas. Su poesía a menudo entrelaza lo espiritual con lo terrenal, creando un estilo único y cautivador.

### Carrera política y académica
Estudió leyes en la Universidad de Guayaquil y en 1921 se trasladó a estudiar a la Universidad Central en Quito así, graduándose como abogado en 1927. José María Egas destacó en la política y la diplomacia, iniciando su carrera como Introductor de Embajadores y siendo designado Enviado especial a Chile en 1925. Tras su regreso, ejerció como Visitador Escolar, donde un anecdótico incidente reveló su carácter bondadoso. En 1926, se graduó de Abogado y publicó su tesis doctoral sobre el litigio de fronteras con Perú, obra que recibió elogios por su relevancia nacional. Su trayectoria profesional se entrelazó con la literatura y la música. Fue profesor universitario, colaborador en revistas literarias y miembro fundador del Centro de Estudios Literarios de la Universidad de Guayaquil. Sus poesías fueron musicalizadas por destacados compositores ecuatorianos, dando origen a pasillos icónicos como "Líndica", que aún resuenan en el folclore ecuatoriano. Además, sus poemas fueron grabados como valses y declamaciones, consolidando su legado artístico. En 1931, Egas se casó con Lola Rivas Vergara, con quien tuvo siete hijos.
A pesar de su éxito profesional, Egas enfrentó dificultades económicas debido a sus gastos. En 1932, participó en reclamaciones judiciales relacionadas con el trono del Imperio Inca, mostrando su versatilidad y compromiso con causas diversas. Su vida y obra dejaron una huella imborrable en la cultura ecuatoriana, combinando el rigor jurídico con la sensibilidad poética y musical. José María Egas, aunque continuó siendo una figura pública reconocida y sus obras gozaron de popularidad, enfrentó dificultades económicas debido a la crisis del cacao y un percance financiero que lo obligó a mudarse a Lima en 1938. Sin embargo, su fortuna cambió en 1940 al regresar a Quito, donde prosperó profesionalmente, especialmente en la asistencia a judíos en Ecuador que huían de la persecución nazi.

### Segunda etapa y la poesía religiosa
En 1941, tras un largo período de silencio, Egas publicó "Unción y otros poemas", una recopilación de sus trabajos anteriores. A pesar de su éxito, la obra recibió críticas negativas, en particular del padre Aurelio Espinosa Pólit. Tras la Revolución del 28 de mayo de 1944, Egas, cuya popularidad lo protegió de la persecución, retomó su vida profesional y ocupó cargos burocráticos menores, viviendo en condiciones de pobreza. En 1947, participó en las Fiestas de la Lira en Cuenca, donde fue aclamado por el público, que aún recordaba y recitaba sus poemas, especialmente "Líndica".
En 1950, Egas mostró al padre Espinosa Pólit sus nuevos poemas, incluyendo "El Milagro", que impresionó al crítico. Espinosa Pólit aprobó esta nueva etapa de su obra, destacando su sinceridad y profundidad religiosa. Las opiniones sobre la última etapa de la obra de Egas se dividieron. Mientras algunos, como Hernán Rodríguez Castelo, lamentaron su abandono del modernismo, otros, como Leopoldo Benítes Vinueza, elogiaron su expresión sincera y su contribución a la poesía devota hispana.
José María Egas, tras su regreso a Quito y su elección como miembro del Tribunal Supremo Electoral, experimentó una dualidad en la recepción de su obra. Mientras la derecha celebraba sus poemas, la izquierda criticaba su temática religiosa, considerándola anacrónica en un contexto de denuncia social. A pesar de esto, el público continuó mostrando su fidelidad al poeta, y su trabajo se convirtió en objeto de estudio en instituciones educativas religiosas.

### Carrera en el Poder Judicial
Su carrera profesional alcanzó nuevas alturas con el ascenso al poder de Camilo Ponce Enríquez en 1956. Egas ocupó cargos importantes, como miembro del Tribunal Supremo Electoral y Ministro Juez de la Corte Suprema. Su "Canto a Guayaquil", aunque publicado por la municipalidad, se alejaba de su línea poética más arraigada, la religiosa. Además, se vio envuelto en una polémica literaria tras la publicación de "Revisión del poeta José María Egas" de G. h. Mata, que defendía la opinión de Ileana Espinel sobre la naturaleza religiosa y no mística de su poesía.
Los últimos años de Egas estuvieron marcados por el reconocimiento y la adversidad. Fue nombrado Ministro de la Corte de Apelaciones en materia agraria, recibió importantes condecoraciones y fue homenajeado con la publicación de sus "Poesías completas". Sin embargo, una glaucoma progresiva lo llevó a la ceguera y al aislamiento, y su jubilación le proporcionó una pensión insuficiente. A pesar de las dificultades, Egas aceptó su destino con serenidad, atribuyéndolo a la voluntad divina. En 1975, se incorporó a la Academia Ecuatoriana de la Lengua, consolidando su legado como una figura importante de la lírica ecuatoriana.

### Etapa final de su vida y reconocimiento
El 1 de octubre de 1976, se inauguró un busto en honor a José María Egas en la Biblioteca Municipal, seguido de una emotiva ceremonia de coronación en el Palacio Municipal. A sus 78 años, Egas, consciente de su cercana muerte, vivió intensamente este homenaje. José Rumazo González, presidente de la Academia Ecuatoriana de la Lengua, pronunció un extenso discurso, y Egas recitó su poema "Amor y Gloria", un testamento lírico de gran belleza.
En su discurso, Egas reflexionó sobre la gloria humana y la cercanía de la muerte, expresando gratitud y asombro ante el reconocimiento. Compartió versos de "Amor y Gloria", donde palpitan épocas que afectan el alma y siguen descorriendo velos de un tesoro escondido en el corazón. Las últimas estrofas del poema evocan la fugacidad de la gloria terrenal y la esperanza de trascendencia a través de la poesía.
Su contribución a la literatura ecuatoriana fue reconocida con la Corona de Laureles de Oro en 1976. José María Egas murió en Guayaquil el 16 de febrero de 1982. Su legado perdura a través de su poesía, que ha sido incluida en numerosas antologías y ha inspirado canciones populares.

## Obras

### Libros
- Unción (1923)
- El Milagro (1951)
- Poemas de Ayer y de Hoy
- Canto a Guayaquil (1960)
- Poesías Completas (1972)

### Antologías
- Índice de la poesía ecuatoriana contemporánea (Santiago de Chile, 1937)
- Otros modernistas (Guayaquil, s.f.)
- Poesía viva del Ecuador (Quito, 1990)
- La palabra perdurable (Quito, 1991)
- Poesía modernista ecuatoriana (Quito, 1991)